# Tafese Seboka
Tafese Seboka Jimma (* 29. September 1993) ist ein äthiopischer Leichtathlet, der über 3000 Meter Hindernis an den Start geht.

## Sportliche Laufbahn
Tafese Seboka trat erstmals 2012 im Alter von 18 Jahren bei den Afrikameisterschaften in Porto-Novo bei einer internationalen Meisterschaft in Erscheinung. Dabei trat er über 3000 m Hindernis an und belegte in 8:26,33 min den fünften Platz. Im nächsten Jahr wurde er im Hindernislauf äthiopischer Meister. Es blieb sein einziges größeres Rennen in 2013 und auch 2014 kam er nicht in die Nähe aus seiner Bestzeit im Jahr 2012 heran. Nachdem er im Juni den zweiten Platz bei den nationalen Meisterschaften belegt hatte, zog er bei den Afrikameisterschaften in Marrakesch erneut in das Finale ein. Darin lief er eine Zeit von 8:50,31 min und erreichte damit als Siebter das Ziel. Im Frühjahr 2015 nahm er in Frankreich erstmals an einem internationalen Wettkampf im 3000-Meter-Lauf teil und konnte in Halluin in 8:03,97 min siegen. Nachdem er im Juni seine Bestzeit im Hindernislauf auf 8:25,56 min steigerte, trat er im August bei den Weltmeisterschaften in Peking an. Im Vorlauf blieb er deutlich hinter seiner Zeit aus dem Juni zurück und schied als Sechster seines Laufs aus. Insgesamt belegte er den 24. Platz.
2016 nahm Seboka das gesamte Frühjahr über in Wettkämpfen im Hindernislauf auf dem europäischen Kontinent teil. Im Juni blieb er bei einem Wettkampf im spanischen Huelva erstmals unter 8:20 min. Als Teil des äthiopischen Läuferteams nahm er im August an den Olympischen Spielen in Rio de Janeiro teil. Er war im dritten Vorlauf gesetzt, wurde allerdings disqualifiziert, nachdem er eine Bahninnenmarkierung übertreten hatte. 2017 nahm er im Frühjahr zunächst an einigen Hallenmeetings in Europa über 3000 Meter teil. Im Mai wurde er zum insgesamt dritten Mal äthiopischer Meister im Hindernislauf. Einen Monat später belegte er in 8:13,22 min den zweiten Platz bei einem Meeting in Hengelo. Die Zeit bedeutete eine persönliche Bestzeit, die bis heute (Stand: 05/2020) Bestand hat. Im August nahm er schließlich am Saisonhöhepunkt, den Weltmeisterschaften in London, teil. Dabei zog er in das Finale ein, in dem er mit 8:23,02 min den achten Platz belegte. In den folgenden Jahren konnte er sich nicht für internationale Meisterschaften qualifizieren.

## Wichtige Wettbewerbe
| Jahr                  | Veranstaltung           | Ort                   | Platz                 | Disziplin             | Zeit                  |
| Startet für Äthiopien | Startet für Äthiopien   | Startet für Äthiopien | Startet für Äthiopien | Startet für Äthiopien | Startet für Äthiopien |
| --------------------- | ----------------------- | --------------------- | --------------------- | --------------------- | --------------------- |
| 2012                  | Afrikameisterschaften   | Porto-Novo            | 5.                    | 3000 m Hindernis      | 8:26,33 min           |
| 2014                  | Afrikameisterschaften   | Marrakesch            | 7.                    | 3000 m Hindernis      | 8:50,31 min           |
| 2015                  | Weltmeisterschaften     | Peking                | 24.                   | 3000 m Hinderns       | 8:47,73 min           |
| 2016                  | Olympische Sommerspiele | Rio de Janeiro        |                       | 3000 m Hindernis      | DSQ                   |
| 2017                  | Weltmeisterschaften     | London                | 8.                    | 3000 m Hindernis      | 8:23,02 min           |

## Persönliche Bestleistungen
Freiluft
- 1500 m: 3:41,62 min, 30. März 2018, Dschibuti
- 3000 m: 8:03,97 min, 24. Juni 2015, Halluin
- 3000 m Hindernis: 8:13,22 min, 11. Juni 2017, Hengelo

Halle
- 3000 m: 7:50,80 min, 7. Februar 2017, Sabadell